# Papirus 62
Papirus 62 (według numeracji Gregory-Aland), oznaczany symbolem {\displaystyle {\mathfrak {P}}^{62}} – grecko-koptyjski rękopis Nowego Testamentu oraz Septuaginty ({\displaystyle {\mathfrak {P}}^{994}}), spisany w formie kodeksu na papirusie. Paleograficznie datowany jest na IV wiek. Zawiera fragmenty Ewangelii Mateusza oraz Księgi Daniela.

## Opis
Zachowały się fragmenty 13 kart papirusowych. Są na nich fragmenty Ewangelii Mateusza (11,25; 11,25; 11,25-26; 11,27; 11,27; 11,27-28; 11,28-29; 11,29-30; 11,30), a także Księgi Daniela 3,51-53 (fragment Ody). Starotestamentowe fragmenty oznaczane są numerem 994 na liście rękopisów Septuaginty według klasyfikacji Alfreda Rahlfsa.
Stosuje dierezę nad literą ypsilon.
Nomina sacra pisane są skrótami (θς, ις, κε, πρ, πηρ, υς).

## Tekst
Tekst grecki Ewangelii Mateusza reprezentuje aleksandryjską tradycję tekstualną. Kurt Aland zaklasyfikował go do kategorii II.
Tekst Księgi Daniela reprezentuje recenzję Teodocjona.
Tekst grecki Mateusza w rekonstrukcji
[25.] εν εκεινω τω καιρω̣ αποκριθεις̣ ειπεν ο [ι̅ς̅] ε̣[ξομολογο]υ[μαι] [σοι] [π̅ρ̅] κ̅[ε̅] [του] [ουρα]
νου και της γ̣η̣ς οτι εγρ̣υ̣ψας ταυ[τ]α̣ απο σο[φων] [και] [συ]ν̣[ετων] [και] απ[εκαλυψας]
αυτα νηπιοις [26.] ναι ο πη̅ρ οτι ουτως ευδοκι̣[α] –
[27.] παντα μοι παρεδοθη υπο̣ του π̣α̣τ̣[ρ]ο̣ς̣ μ̣ο̣υ̣ – [υι]
ον ει μη ο πατηρ ουδε το[ν] πατερα τ[ις] [ε]π̣ιγινω[σκει] –
αποκαλυψαι [28.] δ̣ε̣υτε προς μ̣ε παντε[ς] [οι] κοπιον̣[τες] – [αναπα]
υσω υμας [29.] α̣ρατε τον ζ̣υ̣[γο]ν μου εφ̣ [υμ]α̣ς̣ και μ̣α[θετε] – [τα]
πεινος τ̣η κ[αρ]δ̣ια και ευ[ρ]η̣σ̣ε̣τε αν̣[απα]υ̣σιν ταις – [30.] –
και τ̣ο φορτιον μου ελα̣[φρο]ν εστιν

## Historia
Rękopis znaleziony został w Egipcie. Tekst rękopisu opublikował Leiv Amundsen w 1945 roku. Aland umieścił go na liście rękopisów Nowego Testamentu, w grupie papirusów, dając mu numer 62.
Rękopis datowany jest przez INTF na IV wiek.
Cytowany jest w krytycznych wydaniach greckiego Nowego Testamentu (NA27).
Obecnie przechowywany jest w bibliotece Uniwersytetu w Oslo (Inv. 1661).

## Galeria

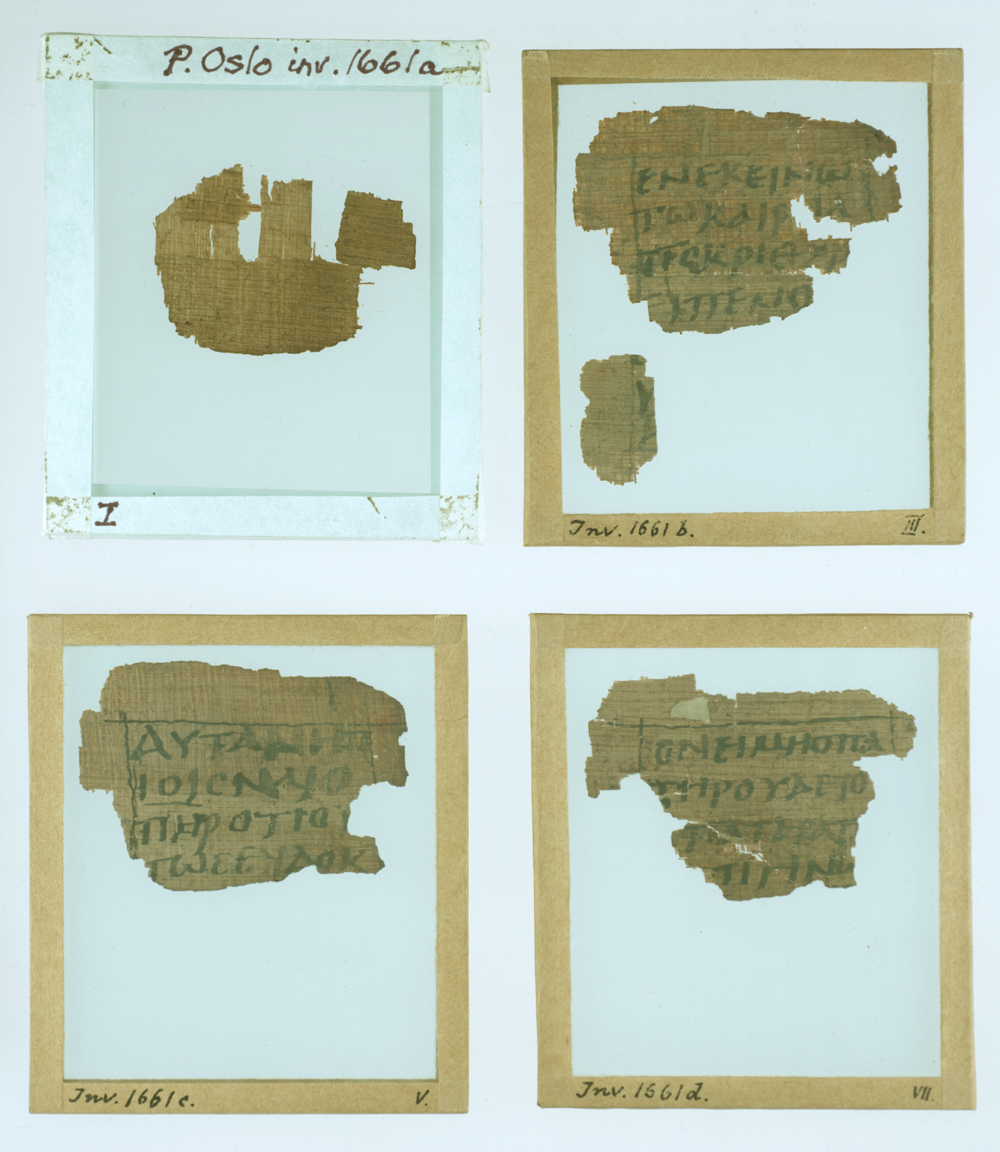
Mat 11.25-30 recto 1 3 5 7
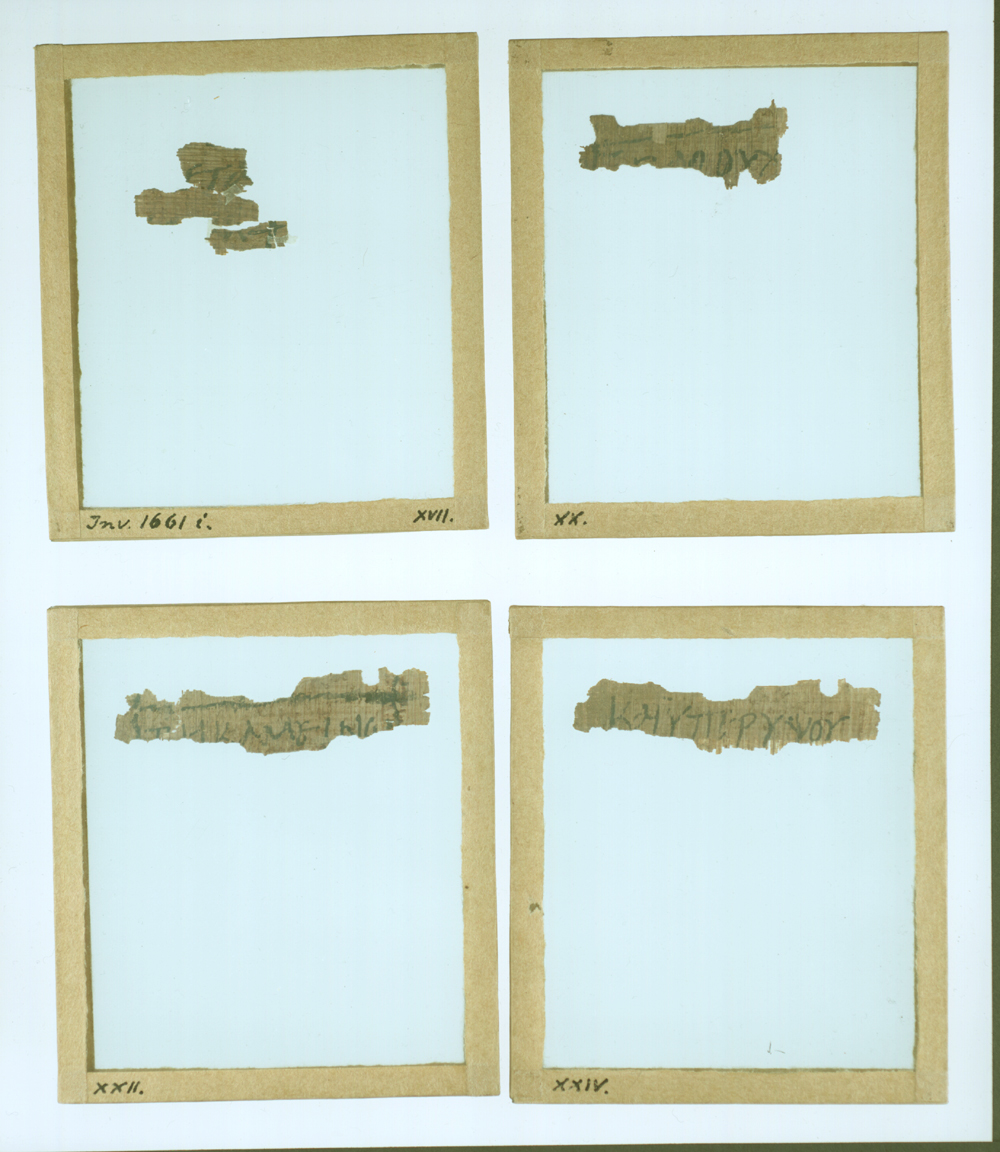
Mat 11.25-30 verso 18 20 22 24
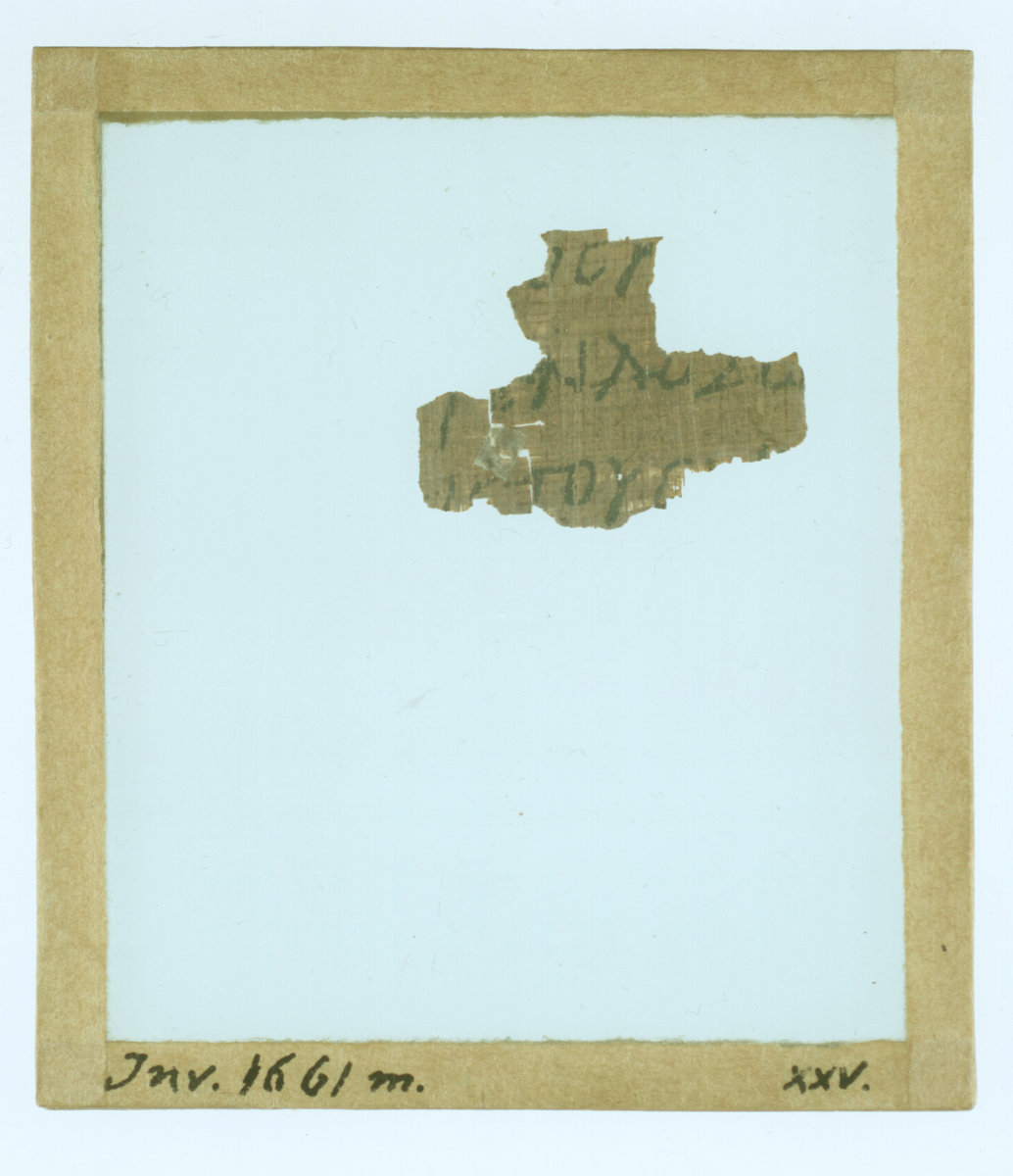
Mat 11.25-30 recto 25
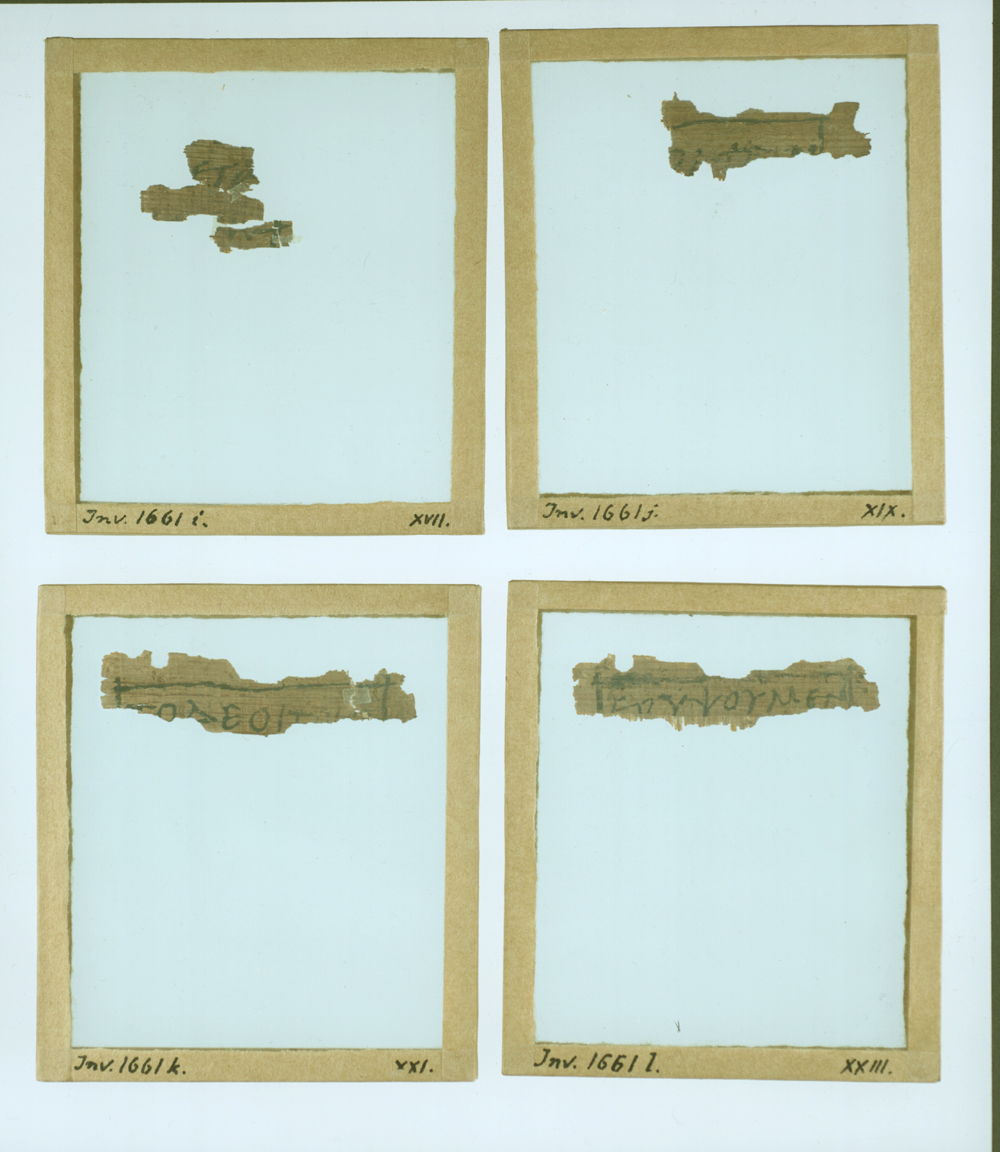
Mat 11.25-30 recto 17 19 21 23
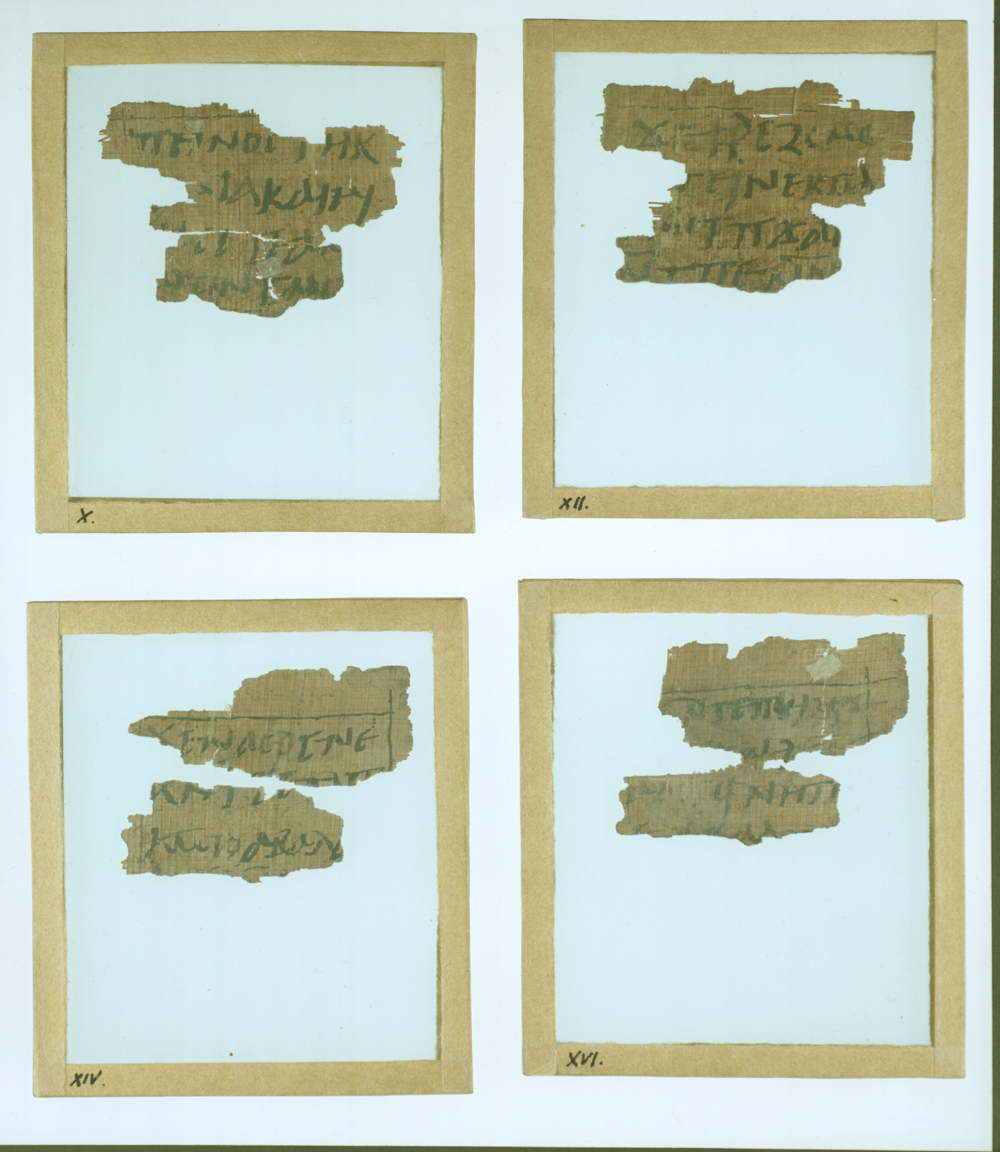
Mat 11.25-30 verso 10 12 14 16
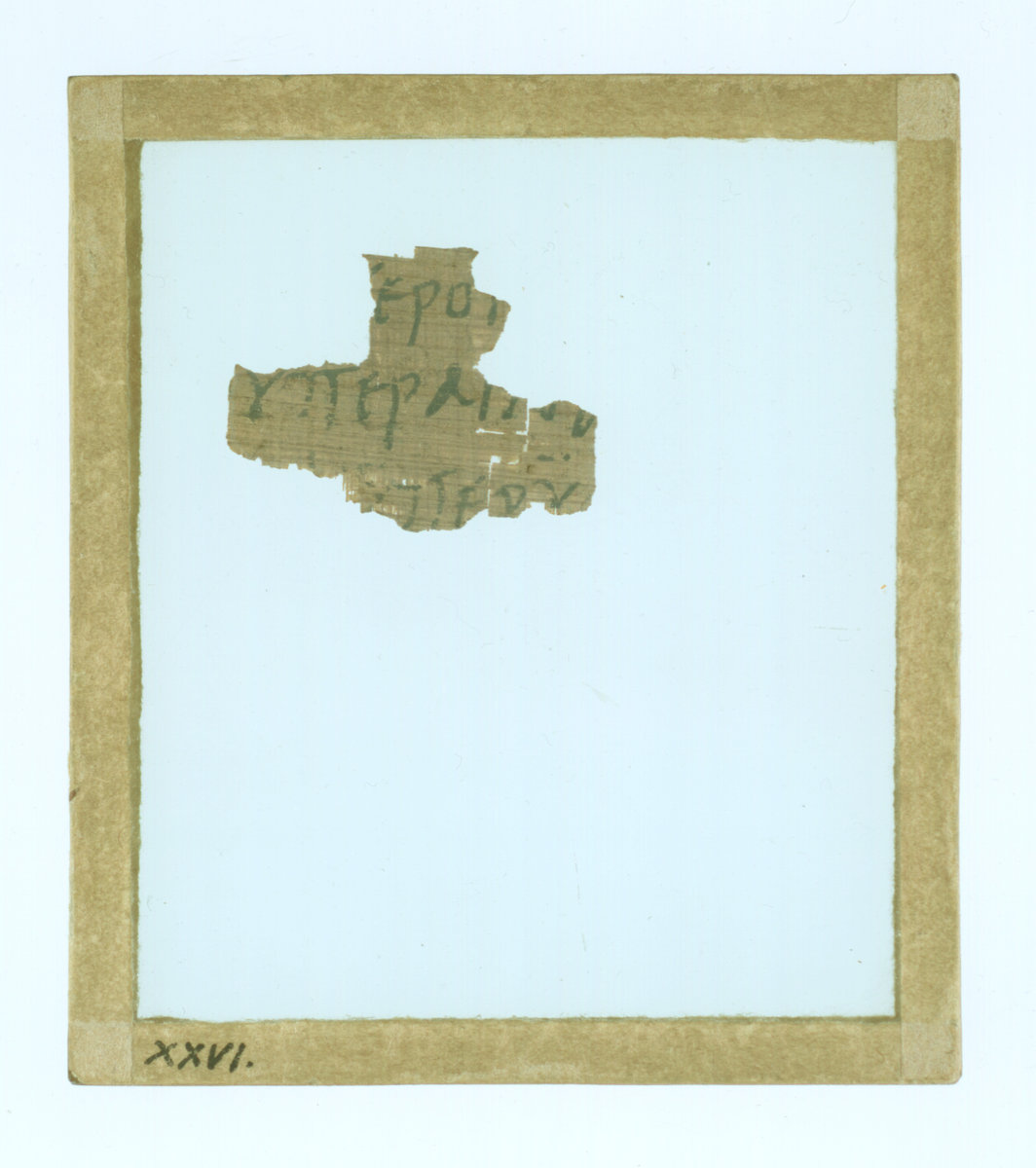
Mat 11.25-30 verso 26
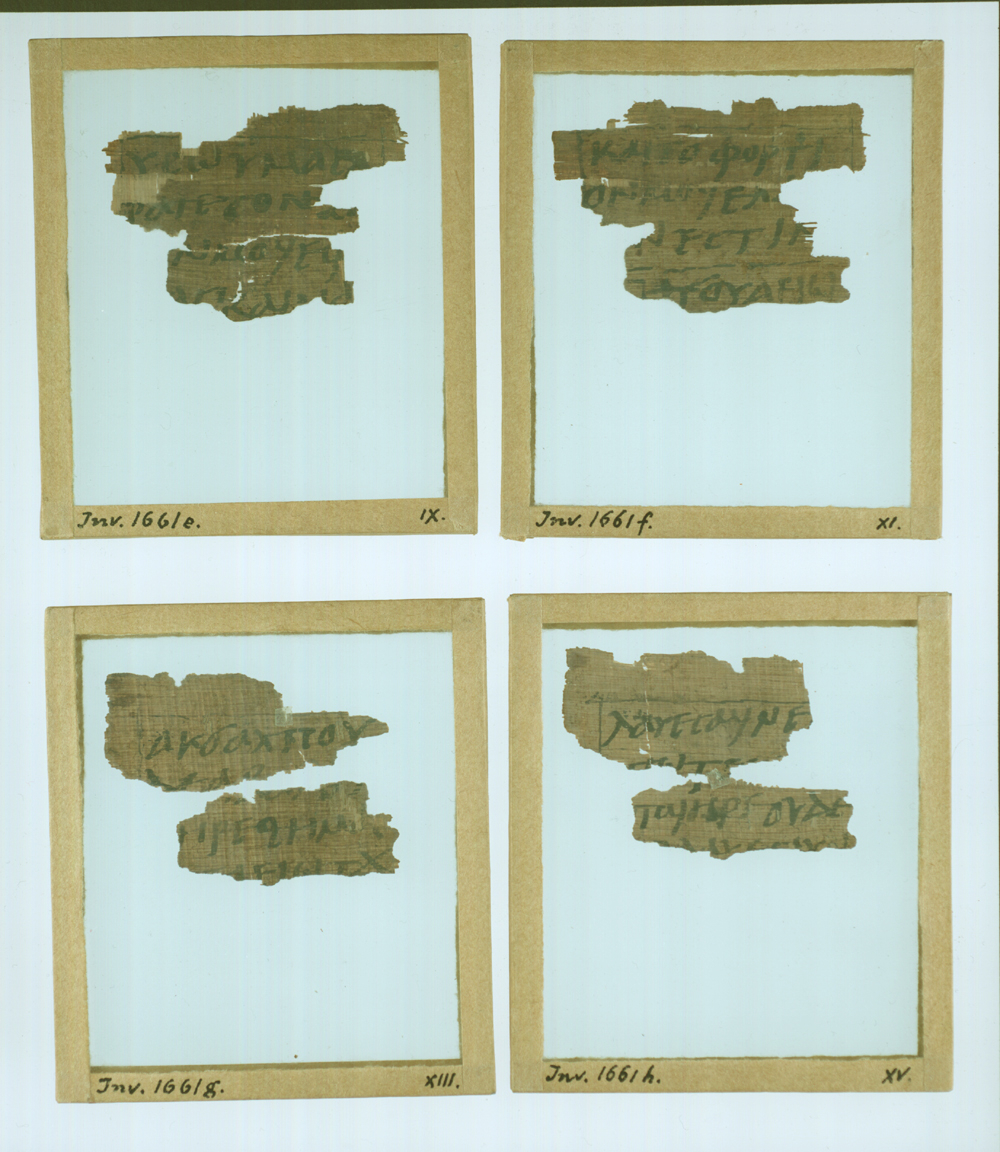
Mat 11.25-30 recto 9 11 13 15
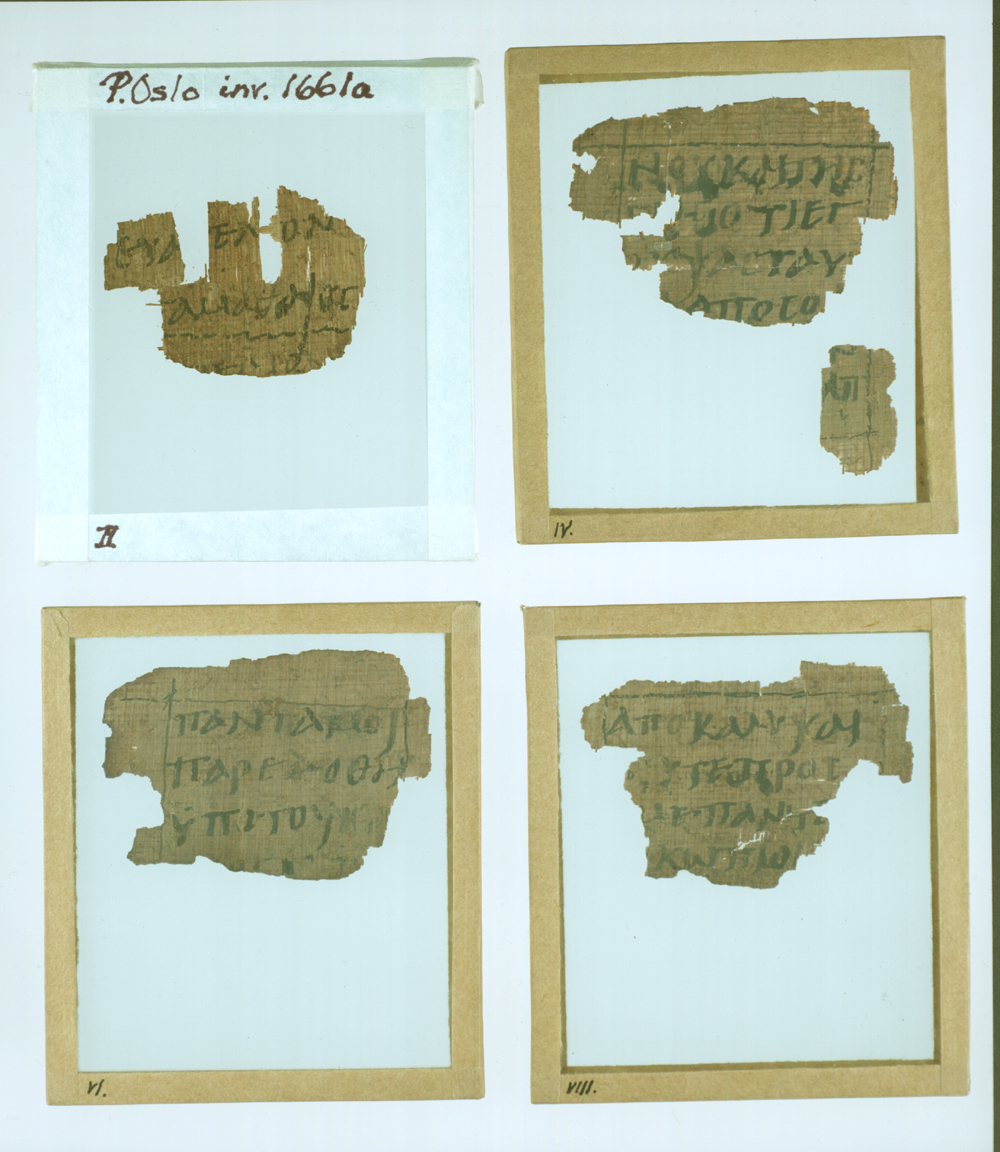
Mat 11.25-30 verso 2 4 6 8